# Alexandre-Louis-Auguste de Rohan-Chabot
Alexandre-Louis-Auguste de Rohan-Chabot, francoski general, * 3. december 1761, Pariz, † 8. februar 1816, Pariz.
Bil je cesarski grof de Chabot, princ Léona, 7. vojvoda de Rohan (1807), grof Porhoëta,...